# أوليف آن بيتش
أوليف آن بيتش (بالإنجليزية: Olive Ann Beech)‏ هي رائدة أعمال أمريكية، ولدت في 25 سبتمبر 1904 في كانساس في الولايات المتحدة، وتوفيت في 6 يوليو 1993 في ويتشيتا في الولايات المتحدة.

## وصلات خارجية
- أوليف آن بيتش على موقع الموسوعة البريطانية (الإنجليزية)